# تام بیلی (بازیکن فوتبال، زاده ۱۸۶۸)
تام بیلی (انگلیسی: Tom Bayley؛ زادهٔ اوت ۱۸۶۸) بازیکن فوتبال اهل بریتانیا است.
از باشگاه‌هایی که در آن بازی کرده‌است می‌توان به باشگاه فوتبال لیمینگتون، باشگاه فوتبال گینزبورو ترینیتی، باشگاه فوتبال بیرمنگام سیتی، باشگاه فوتبال واتفورد، باشگاه فوتبال والسال، و باشگاه فوتبال ساوت شیلدز اشاره کرد.